# 丰州 (渤海国)
丰州，渤海国的西京鸭渌府所领四州之一。
丰州治所在长白朝鲜族自治县和对岸的朝鲜民主主义人民共和国两江道惠山市。辖境相当今吉林省抚松县东北、临江市东北、安图县仰脸山城。一说今靖宇县榆树川古城。下辖安丰、渤恪、隰壤、硖石四县。丰州所领四县，安丰即附廓县。辽朝灭渤海，县废州存，隶属于东京道渌州（辽上京道和西京道另皆有丰州）。